# Вільяфранка-де-лос-Кабальєрос
Вільяфранка-де-лос-Кабальєрос (ісп. Villafranca de los Caballeros) — муніципалітет в Іспанії, у складі автономної спільноти Кастилія-Ла-Манча, у провінції Толедо. Населення — 5438 осіб (2010).
Муніципалітет розташований на відстані близько 110 км на південь від Мадрида, 75 км на південний схід від Толедо.

## Демографія
Динаміка населення (INE ):

## Галерея зображень

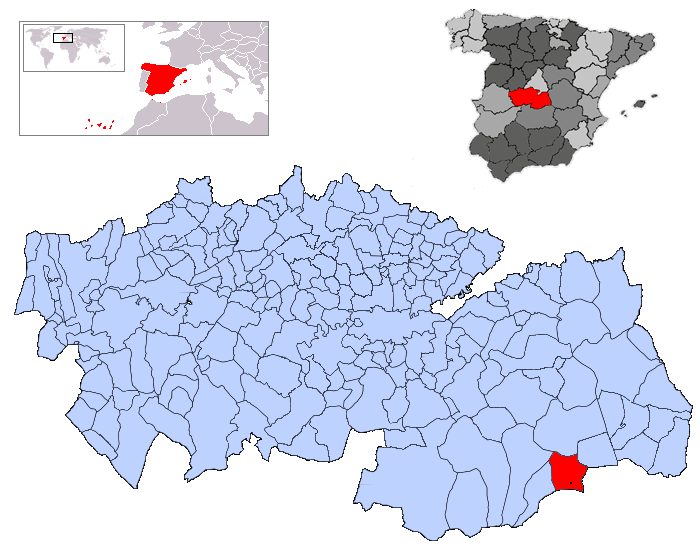
Розташування муніципалітету у провінції Толедо